# Trisagion

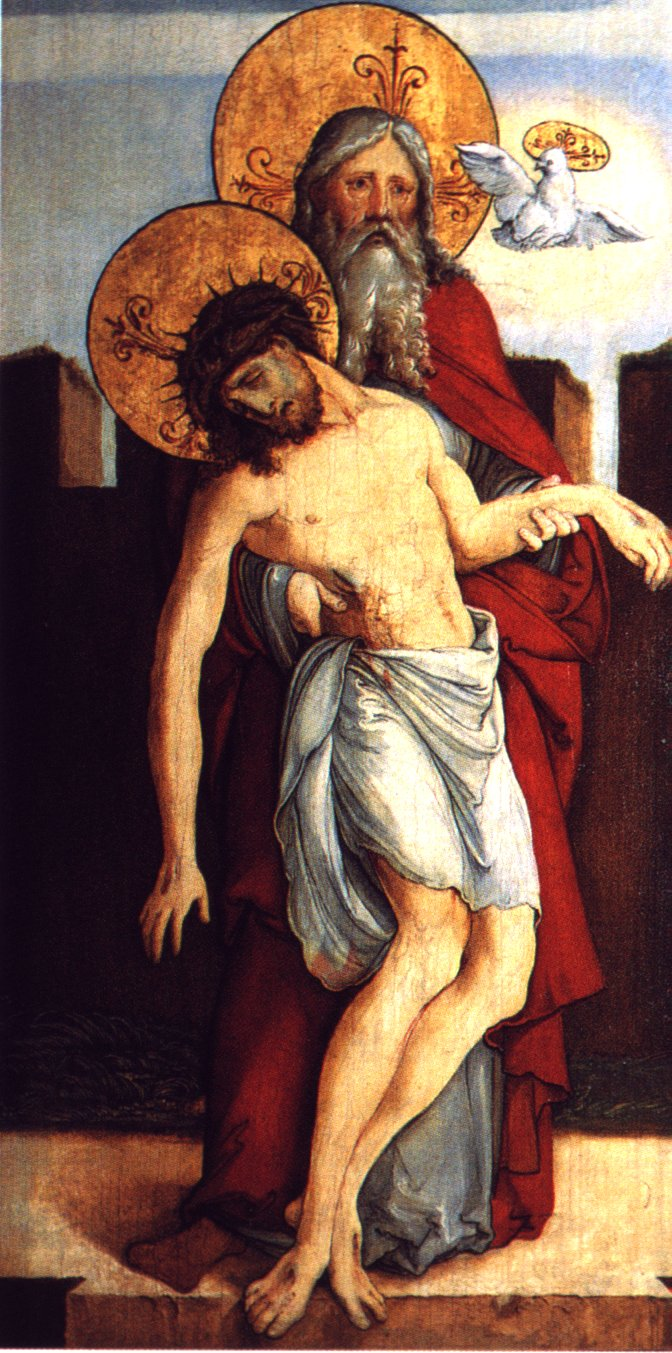
Heiligste Dreifaltigkeit, Altarflügel, St. Martinskirche, Meßkirch, um 1535–1540

Das Trisagion oder Trishagion (griechisch Τρισάγιον, von τρίς „dreimal“ und ἅγιον „heilig“; kirchenslawisch Трисвятое) ist einer der ältesten christlichen Hymnen, der auch heute noch einen festen Bestandteil der ostkirchlichen Liturgie sowohl der orthodoxen Kirche als auch der katholischen Ostkirchen und altorientalischen Kirchen bildet.
Es ist ein Lobhymnus an die göttliche Dreieinigkeit und wird interpretiert als eine erweiterte Form des Sanctus, also des „Heilig, heilig, heilig ist der Herr der Heere. Von seiner Herrlichkeit ist die ganze Erde erfüllt.“ (Jes 6,3 ) bzw. „Heilig, heilig, heilig ist der Herr, der Gott, der Herrscher über die ganze Schöpfung; er war und er ist und er kommt“ (Offb 4,8 ).
Das gewöhnlich dreimal wiederholte Gebet lautet in der griechischen Fassung:
Ἅγιος ὁ Θεός, ἅγιος ἰσχυρός, ἅγιος ἀθάνατος, ἐλέησον ἡμᾶς.
Hagios ho Theos, hagios ischyros, hagios athanatos, eleison hemas.
Latein:
Sanctus Deus, sanctus fortis, sanctus immortalis, miserere nobis.
deutsche Übersetzung
„Heiliger Gott, heiliger Starker, heiliger Unsterblicher, erbarme dich unser.“
Der Hymnus hat in der ostkirchlichen Liturgie seit dem 5. Jahrhundert einen festen Platz. Die Einführung des Hymnus in die byzantinische Liturgie geht zurück auf den heiligen Proklos von Konstantinopel (r. 434–446, unter Kaiser Theodosius II.), die Hymne selbst ist aber vermutlich älter, sie ist nämlich auch Teil sowohl des Gallikanischen Ritus als auch der syrischen, koptischen und armenischen Tradition. Die östliche Patristik führt den Text zurück auf einen Ausruf des Josef von Arimathäa und des Nikodemus bei der Kreuzabnahme. Die früheste bisher bekanntgewordene Verwendung des "Heilig, heilig, heilig" befindet sich auf der 2018 entdeckten Frankfurter Silberinschrift, die zugleich das bislang älteste Zeugnis des Christentums nördlich der Alpen darstellt.
In der lateinischen Kirche wird der Hymnus seltener verwendet. In der katholischen Kirche gehört das Trishagion zu den Improperien und ist daher Teil der Feier vom Leiden und Sterben Christi am Karfreitag (GL 300). Das Trishagion kann auch bei der Kreuzwegandacht (GL 683 – dort nicht mehr vorgesehen) verwendet werden. Das Trisagion ist auch im Evangelischen Gesangbuch (185,4) und im Evangelisch-reformierten Gesangbuch (234) zu finden.
In der russischen Kirchenmusik gibt es zahlreiche Kompositionen, die den Hymnus (slawisch: Святый Боже, Святый Крепкий, Святый Бессмертный, помилуй нас) arrangieren, darunter Werke von P. G. Tschesnokow, G. W. Swiridow, und Johann von Gardner. 
In Gerald Spitzners Heinrich-Maier-Oratorium (Station 15 – Auferstehung für 2 Chöre und Orchester) wird der Text des Trisagion auf Griechisch, Latein und Deutsch verwendet.